# Феллер, Харальд
Харальд Феллер (нем. Harald Feller; 14 января 1913 — 28 декабря 2003) — дипломатический деятель Швейцарии в годы Второй мировой войны, помогал венгерским евреям избежать депортации в концлагеря.

## Биография
Харальд Феллер родился 14 января 1913 года в семье швейцарского историка Рихарда Феллера. В студенческие годы он присоединился к швейцарской студенческой корпорации «Zofingerverein». С конца 1944 года сменил Максимилиана Йегера, посла Швейцарии в Будапеште, в качестве временного поверенного в делах. Он поддерживал деятельность швейцарского дипломата Карла Лутца в спасении евреев. Харальд Феллер тесно сотрудничал с другими нейтральными посольствами, с целью оказать давление на правительства Миклоша Хорти и Дёме Стояи, чтобы они прекратили преследование и депортацию евреев. Харальд Феллер защищал членов шведского представительства, которые попали под удар Партии скрещённых стрел, предоставляя им поддельные швейцарские паспорта и жильё.
К концу Второй мировой войны Харальд Феллер спрятал десятки евреев в подвале своей консульской резиденции в Будапеште. В феврале 1945 года власти СССР арестовали Харальда Феллера и ещё одного сотрудника Швейцарского представительства и перевезли их в Москву вместе с другими гражданами Швейцарии. Оба сотрудника были освобождены в феврале 1946 года в обмен на двух советских пилотов, потерпевших крушение в Швейцарии. В 1999 году Харальд Феллер был признан Праведником народов мира израильским музеем Яд ва-Шем.